# Алессандри Родригес, Хорхе
Хо́рхе Алесса́ндри Родри́гес (исп. Jorge Alessandri Rodríguez; 19 мая 1896, Сантьяго — 31 августа 1986, Сантьяго) — президент Чили с ноября 1958 по ноябрь 1964 года, кандидат в президенты на выборах 1970 года.

## Биография
Сын Артуро Алессандри, президента Чили в 1920—1925 и в 1932—1937 годах, и Розы Родригес.
В 1919 году закончил Чилийский университет по специальности инженер-строитель.
В 1947—1950 годах — работая министром финансов, сумел реформировать экономику, снизив инфляцию с 57 % до 17 %.
На Парламентских выборах 1957 года был избран сенатором от Сантьяго.
На Президентских выборах 1958 года баллотировался как независимый кандидат, хотя имел поддержку Консервативной и Либеральной партий, и одержал победу, набрав 31,2 % голосов.
На выборах 1970 года, набрав 35,30 % голосов, занял 2-е место, уступив Сальвадору Альенде.